# Carissa tetramera
Espèce
Carissa tetramera est une espèce de plantes à fleurs eudicotylédones de la famille des Apocynaceae.

## Description

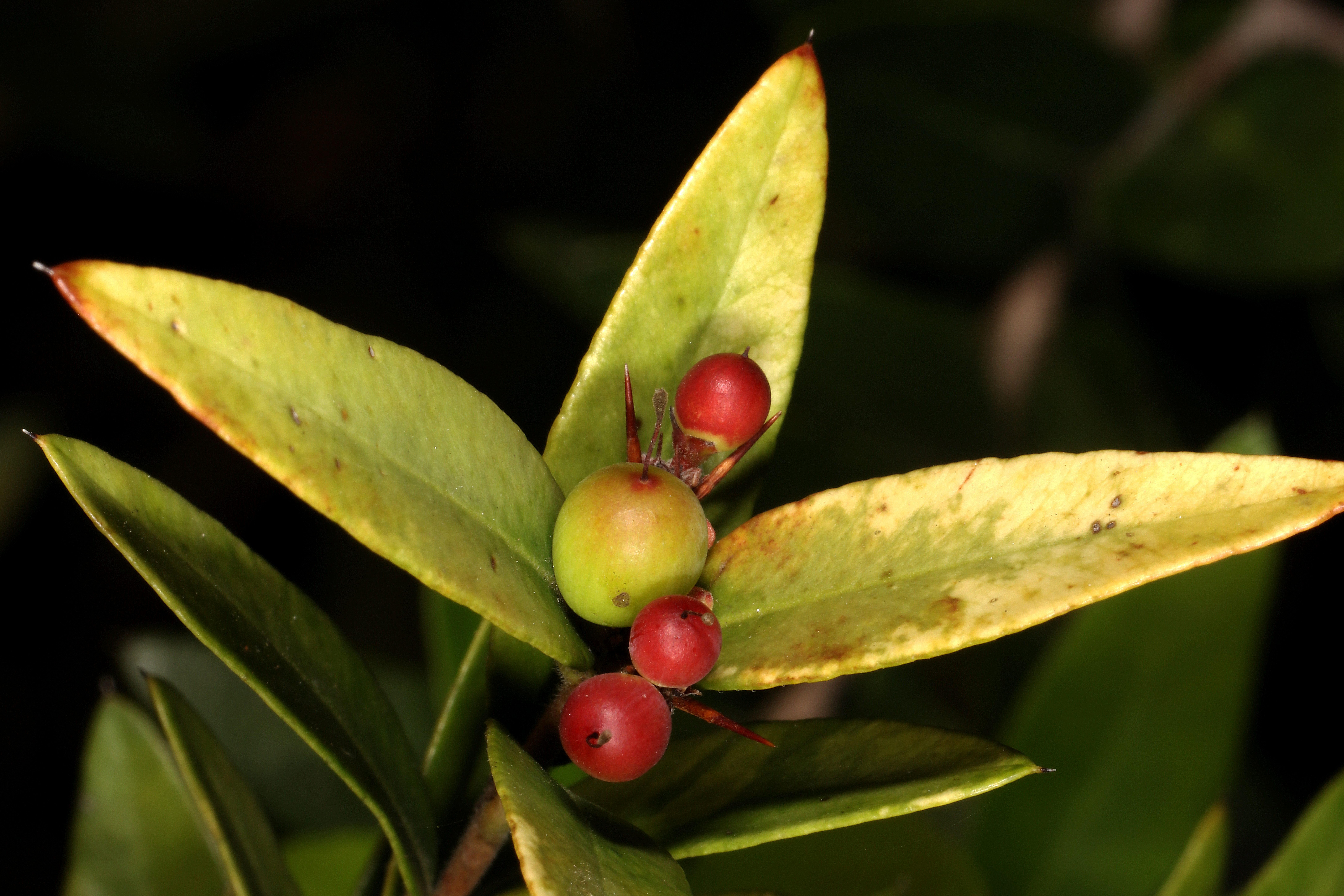
Dans le jardin botanique de Durban (Afrique du Sud).

Carissa tetramera est un arbuste pouvant atteindre 3 m de hauteur. Ses fleurs très parfumées présentent une corolle blanche, souvent teintée de rose. Le fruit est rouge à noir pourpre lorsqu'il est mûr.

## Répartition et habitat
Carissa tetramera est originaire de l'Afrique du Sud (KwaZulu-Natal et Provinces du Nord), de l'Eswatini, du Kenya, du Mozambique, de la Tanzanie et du Zimbabwe. Son habitat est la forêt sèche et ouverte,.

## Systématique
Le nom correct complet (avec auteur) de ce taxon est Carissa tetramera (Sacleux (d)) Stapf.
L'espèce a été initialement classée dans le genre Arduina sous le basionyme Arduina tetramera Sacleux.
Cette espèce porte le nom vernaculaire anglais de Sand num-num.
Carissa tetramera a pour synonyme :
- Arduina tetramera Sacleux, 1893

### Étymologie
Son épithète spécifique,  du latin tetramera, « quatre parties », fait référence à la fleur.

### Publication originale
Sous le basionyme Arduina tetramera :
- R. P. Sacleux, « Note sur un Arduina à fleurs trétamères », Journal de botanique, vol. 7,‎ 1893, p. 311-312 (ISSN 1280-8202 et 2741-4884, lire en ligne). [5]